# Équipe du Togo de rugby à XV
L'équipe du Togo de rugby à XV rassemble les meilleurs joueurs de rugby à XV du Togo et dispute annuellement la deuxième division de la Coupe d'Afrique.

## Histoire
Le rugby est arrivé au Togo grâce aux coopérants français dans les années 1970. Cependant c’est dans la région centrale que ce nouveau sport s’est fait une vraie place. Très vite, un club s’est formé avec les jeunes togolais comme joueurs et les coopérants français comme entraineurs-joueurs. Pendant ce temps d’autres passionnés montent un autre club à Lomé sur un terrain vague de l’université du Bénin. C’est ainsi que les premiers matchs eurent lieu à Lomé.
Quelques années plus tard, certains jeunes joueurs du rugby club de Sokodé ayant passé le cap des études secondaires se sont retrouvés à Lomé pour les études supérieures à l’université du Bénin. C’est ainsi qu’ils ont rejoint le club de Lomé faisant de celui-ci un plus grand club que celui de l’intérieur. À partir de ce moment, le rugby club de Lomé commence par s’extérioriser dans la sous-région pour se mesurer aux autres équipes. À cette époque les premiers responsables du rugby au Togo étaient les coopérants blancs mais au fur et à mesure que les locaux, joueurs et étudiants devenaient des « hommes », ils eurent envie de s’affirmer en prenant les choses en main. Cet état d’esprit les a poussés à formaliser la création de la Fédération togolaise de rugby avec deux clubs de Lomé et un club de l’intérieur. Cependant le BE était composé essentiellement des anciens joueurs du rugby club de Sokodé. Cette situation a fait naître un conflit d’intérêts entre les locaux et les expatriés ce qui a poussé les uns et les autres à créer davantage de clubs. Cette situation a perduré jusqu’au début des années 2010 avec les histoires de deux fédérations pour le rugby que le public sportif togolais entendre[pas clair].
Le Togo est membre associé à World Rugby depuis 2004.

## Palmarès
En tant que fédération associée à World Rugby, l'équipe nationale togolaise participe à la compétition régionale de l'Afrique de l'ouest avec les résultats suivants :
- 2003 : 6e de la poule Ouest
- 2004 : 3e de la poule Ouest B
- 2005 : 3e de la poule Ouest
- 2006 : 2e de la poule Ouest B
- 2007 : 2e de la poule Ouest B
- 2008 : 2e de la poule Ouest B
- 2009 : 4e de la poule Ouest ; l'équipe B termine 8e
- 2010 : 6e de la poule Ouest
- 2011 : n/c
- 2012 : 5e ; l'équipe B se classe 8e (tournoi à 7)
- 2013 : 4e
- 2014 : 2e (tournoi à 7)
- 2015 : 5e de la poule Ouest
- 2016 : 2e de la poule Ouest (tournoi à 7)